# Lamotte-Buleux
Lamotte-Buleux (picardisch: L’Motte-Buleux) ist eine nordfranzösische Gemeinde mit 330 Einwohnern (Stand 1. Januar 2022) im Département Somme in der Region Hauts-de-France. Die Gemeinde liegt im Arrondissement Abbeville und ist Teil der Communauté de communes Ponthieu-Marquenterre und des Kantons Abbeville-1.

## Geographie
Die Gemeinde an der Départementsstraße D32 von Nouvion nach Saint-Riquier liegt im Ponthieu südlich des Walds Forêt Domaniale de Crécy rund zwölf Kilometer nördlich von Abbeville und 4,5 km südöstlich von Nouvion. Der Ort lag an der früheren Bahnstrecke von Dompierre-sur-Authie nach Abbeville (siehe die Gebäudegruppe La Gare). Das Gemeindegebiet liegt im Regionalen Naturpark Baie de Somme Picardie Maritime.

## Geschichte
Der Ort war von der Kommanderie der Templer abhängig. Der Ort wurde von 1635 von spanischen Truppen niedergebrannt. Im 18. Jahrhundert gehörte die Domäne der Familie Duchesne de Courcelles.

## Einwohner
| 1962 | 1968 | 1975 | 1982 | 1990 | 1999 | 2006 | 2011 |
| ---- | ---- | ---- | ---- | ---- | ---- | ---- | ---- |
| 300  | 302  | 273  | 304  | 279  | 288  | 325  | 349  |

## Verwaltung
Bürgermeister (maire) ist seit 2014 Valéry Daullé.

## Sehenswürdigkeiten
In dem Ort, der keine Kirche besitzt, liegen Souterrains („muches“) und zwei Taubenhäuser.